# عمود كاتسكي
عمود كاتسكي (بالجورجية: კაცხის სვეტი, kac'xis svet'i) هو صخرة ضخمة متراصة طبيعية من الحجر الجيري،  يقع في قرية كاتسكي، إيميريتي، جورجيا. يبلغ ارتفاعه حوالي 40 متر (130 قدم)، ويطل على وادي نهر كاتسكورا.
يوجد على قمة الصخرة كنيسة قديمة بمساحة 150 م 2، تم تبجيل الصخرة من قبل السكان المحليين باعتبارها عمود الحياة ورمزًا للصليب الحقيقي، وأصبح العمود محاطًا بالأساطير. ظل العمود دون أي زيارة أو دراسة من قبل الباحثين حتى عام 1944، وتمت دراسته بشكل أكثر منهجية من 1999 إلى 2009. حددت هذه الدراسات أن الآثار شيدت في وقت مبكر من العصور الوسطى ويعود تاريخها إلى القرن التاسع أو العاشر. يشير نقش جورجي يرجع تاريخه إلى القرن الثالث عشر إلى أن الدير كان لا يزال موجوداً في ذلك الوقت.
تم إحياء النشاط الديني المرتبط بالعمود في التسعينيات،  وتم ترميم مبنى الدير في إطار برنامج تموله الدولة بحلول عام 2009.  وتستمر أعمال الترميم حتى اليوم للسماح للزوار بخوض تجربة مشابهة منذ أكثر من ألف عام. وهناك مشروع بناء مركز جديد للزوار، إلى جانب متجر صغير للهدايا التذكارية.

## أسلوب البناء
يتكون مجمع عمود كاتسكي حاليًا من كنيسة مخصصة لماكسيموس المعترف، السرداب، وثلاث حجرات للنساك، وقبو نبيذ، وجدار ستائر على السطح العلوي للعمود. عند قاعدة العمود توجد كنيسة سمعان العمودي المبنية حديثًا وأنقاض جدار قديم وجرس.
تقع كنيسة القديس مكسيموس المعترف في الركن الجنوبي الشرقي من السطح العلوي لعمود كاتسكي. تصميم بسيط وصغير بأبعاد 4.5 × 3.5 م، وهو ترميم حديث للكنيسة المدمرة من القرون الوسطى المبنية من الحجر. يوجد أسفل الكنيسة وجنوبها سرداب مستطيل ممدود بأبعاد 2.0 × 1.0 م، والذي كان بمثابة قبو دفن. كشفت الحفريات في قبو النبيذ المدمر عن ثماني أوعية كبيرة معروفة في جورجيا باسم (k'vevri).